# Paul Wetz
Paul Wetz (* in Pforzheim; Eigenschreibweise PaulWetz, bürgerlich Paul Wetzler) ist ein deutscher Sänger, Musikproduzent und Songwriter. Sein Musikstil wird beschrieben als Mischung aus Indie und Elektronischer Musik. Er steht bei Irrsinn Tonträger unter Vertrag.

## Leben
Paul Wetz wurde in Pforzheim geboren und wuchs in den frühen 2000er-Jahren auf dem Land auf. In seiner Kindheit interessierte er sich insbesondere für Rockmusik, lernte Gitarre und spielte mit acht Jahren zum ersten Mal in einer Band. Er hat zwei ältere Schwestern, die er als maßgeblichen musikalischen Einfluss nennt.
Noch während seiner Schulzeit begann er, selbst Musik zu produzieren, zunächst in Form elektronischer Beats, die er auf der Plattform SoundCloud hochlud, um sie mit seiner Schwester teilen zu können. Dort verwendete er auch erstmals den Künstlernamen PaulWetz, um die musikalischen Aktivitäten vor seinen Mitschülern zu verbergen.

## Karriere
Nach der Schule wanderte Paul Wetz nach Schweden aus, wo er in seiner Freizeit weiter Musik machte und 2017 begann, in seinen Liedern auch zu singen und Musikvideos dazu auf YouTube zu veröffentlichen. Wenige Jahre später kehrte er nach Deutschland zurück, wo er während der Corona-Pandemie begann, Kurzvideos auf TikTok zu veröffentlichen und damit erstmals kleinere Erfolge hatte.
Die Texte seiner Lieder schrieb er zunächst auf Englisch. Im Jahr 2023 veröffentlichte er mit Wenn die Welt weint erstmals einen deutschsprachigen Titel. Alle seither veröffentlichten Titel sind ebenfalls auf Deutsch verfasst.
Im Jahr 2024 erlangte er größere Bekanntheit, nachdem der Titel Ode an den Bass in den sozialen Medien viral ging. Im selben Jahr gelang ihm zusammen mit Juli mit einem Remake des Juli-Songs Geile Zeit ein weiterer Erfolg.
Nachdem er zuvor häufig als Support-Act bei Konzerten anderer Künstler aufgetreten war und vereinzelt eigene Konzerte in kleinen Locations gespielt hatte, ging er in den Jahren 2024 und 2025 auf Solo-Tourneen mit teils ausverkauften Konzerten.

## Diskografie
EPs
- 2018: Surrender (Flak Records)
- 2021: People (hfn music)
- 2022: Vergessen (Selbstverlag)

Singles
- 2015: Slavery (mit Sena Şener)
- 2017: Runaway (mit Zekt)
- 2017: Moonlight / Pablo
- 2017: Third Eye (mit Kristen Kwame)
- 2018: Silver Ice
- 2018: Inclusion
- 2018: Surrender
- 2019: Chasing Hills (mit Nothing In Common)
- 2019: Silence
- 2019: Never Enough
- 2019: Break The Chains
- 2020: Different Man
- 2020: Machinery
- 2020: Our Paradise Your Prison
- 2020: Mirror
- 2021: Misfits
- 2021: Bruises / People
- 2021: Hypnotize Me
- 2021: Impatience (mit Bayuk)
- 2021: Stop Wasting Time
- 2021: Moment (mit Dillistone)
- 2022: All My Friends
- 2022: Living in My Head
- 2022: Call My Name (mit Blvth)
- 2022: Sleepless (mit Avaion, Nu Aspect, Yuma)
- 2022: Wenn die Welt weint
- 2023: Tanz in deiner Wohnung
- 2023: Gaga Baby
- 2023: Immer noch wach
- 2023: Liebe Grüße
- 2024: Ode an den Bass
- 2024: Nur für eine Nacht
- 2024: Geile Zeit (mit Juli)
- 2024: Richtung Sonne
- 2024: Loser / Neben mir